# 海角游樂場
海角游樂場（又名海角遊樂場或麗都泳場，1935年6月－1970年代），位於香港南區淺水灣的游樂場，與海景泳場對望，由香港信托置業公司（香港大酒店有限公司）營運。
1935年7月5日（星期五）早上，香港酒牌局在會議通過發牌批准海角游樂場在餐室及家庭更衣範圍販賣燒酒；普通更衣室則禁止飲酒。

## 設施[2]
- 游泳池：泳池長50公呎，其旁邊有兒童淺水池，兩側設有更衣室，每室有兩個浴室；
- Lido舞廳：為一座露天跳舞臺（在1951年3月5日 至9日（星期一至星期五）因裝修關門5天，期間每晚在淺水灣大酒店舉行餐舞。1951年3月10日（星期六）重新營業[3]）；
- 草地；
- 餐室；
- 出租客房：最初有8間（1935年），因住客擁擠，1936年泳季增加9間，總數17間房，1936年每月租金港幣300元[4]。1954年4月1日（星期四）時有16間樓下「特等房」，每間從1954年5月至10月的半年租金是6,000元（一次過付款為5,400元）；散租每天30元，假期為50元；二、三樓的70多間家庭更衣室收費5元；公用更衣室收費2元；帆布椅租金一元；帳幕每天收費15元[5][6]。

## 活動
香港左派工會港九洋衣工會及上海縫業職工總會在1975年5月25日（星期日）起，每逢星期日上午10時至下午5時，包用麗都泳場第37及38號帳幕，供其會員憑證游泳。

## 收費
- 1964年，淡水沖身及更衣室，星期一至星期五收費7角；星期六及星期日收費一元[8]。